# Jean-Claude Cornu (skipper français)
Pour les articles homonymes, voir Jean-Claude Cornu.
Jean-Claude Cornu, né le 24 mai 1938 à Nantes (Loire-Atlantique) et mort le 25 novembre 2023 à Cricquebœuf, est un skipper français.

## Biographie
Jean-Claude Cornu est né le 24 mai 1938 à Nantes. Il est le fils d'André Cornu, l'architecte du dériveur olympique 470.
Il participe à l'épreuve de Flying Dutchman des Jeux olympiques d'été de 1960 avec Daniel Gouffier, terminant à la 14e place.
Il est ensuite sacré champion du monde de 505 en 1961 à Weymouth avec Daniel Gouffier, et médaillé de bronze aux Championnats d'Europe de 470 en 1966 avec Jean Morin.  
Il meurt le 25 novembre 2023,, âgé de 85 ans.  